# Coke La Rock
Coke La Rock (New York, 24 aprile 1955) è un rapper statunitense, considerato il primo Master of Ceremonies nella storia della musica rap, durante il primo periodo denominato Old school hip hop.

## Carriera
Amico fin dal 1973 di DJ Kool Herc, un immigrato a New York dalla Giamaica, si esibiva spesso insieme a lui durante feste di quartiere. Nel 1975 Herc chiese a Coke di diventare il suo MC dato che le sue esibizioni ai piatti lo impegnavano a tal punto da non poter essere più direttamente in comunicazione con il pubblico. 
Herc, considerato generalmente come l'inventore della musica hip hop, portò con sé dalla Giamaica elementi della prima musica dub, ed assieme ad essa il cosiddetto toasting, una parlata rapida e ritmata su regolari beat. Coke La Rock, il compagno MC Clark Kent, Timmy Tim ed Herc diedero vita al gruppo Herculoids ed i tre MC iniziarono ad esibirsi nella medesima modalità fatta di parlato, su ritmi funk, disco e soul, le tracce che preferiva suonare Herc come DJ.
Kool Herc e gli Herculoids iniziarono ad esibirsi in club famosi della grande mela come PAL, Celeb Club, Stardust Ballroom, Hoe Ave Boys Club, Harlem World, e Black Door. Inoltre Coke La Rock, assieme agli altri membri degli Herculoids, non è mai uscito sconfitto da battaglie a colpi di rime con gruppi rivali come i Furious Five, i Cold Crush Bros., o i Notorios 2. Molti puristi dell'hip hop lo considerano il primo vero rapper della storia.
Il posto di La Rock nella storia dell'hip-hop fu notoriamente immortalato nella canzone South Bronx dei Boogie Down Productions del 1986 dove KRS-One rappa:
With Coke La Rock, Kool Herc, and then Bam»

## Singoli
Coke La Rock & Melle Mel - Hello, Merry Christmas Baby